# Joanis Stilianu
Joanis Stilianu, gr. Ιωάννης Στυλιανού (ur. 12 maja 1982) – cypryjski lekkoatleta specjalizujący się w rzucie oszczepem.
Trzykrotny medalista igrzysk małych państw Europy. Rekord życiowy: 71,26 (2 czerwca 2009, Larnaka).

## Osiągnięcia
| Rok  | Impreza                               | Miejsce          | Pozycja     | Wynik |
| ---- | ------------------------------------- | ---------------- | ----------- | ----- |
| 2005 | Igrzyska małych państw Europy         | Andora           | 1. miejsce  | 64,06 |
| 2006 | II liga pucharu Europy                | Nowy Sad         | 5. miejsce  | 65,17 |
| 2007 | Igrzyska małych państw Europy         | Monako           | 3. miejsce  | 68,15 |
| 2009 | Igrzyska małych państw Europy         | Nikozja          | 2. miejsce  | 71,26 |
| 2009 | II liga drużynowych mistrzostw Europy | Bańska Bystrzyca | 6. miejsce  | 61,64 |
| 2009 | Igrzyska śródziemnomorskie            | Pescara          | 10. miejsce | 65,01 |